# San Pedro de Foncollada
San Pedro de Foncollada es una localidad española que forma parte del municipio de La Ercina, en la provincia de León, comunidad autónoma de Castilla y León.

## Geografía

### Ubicación
| Noroeste: Oceja de Valdellorma | Norte: Yugueros | Noreste: Yugueros   |
| Oeste: La Serna                |                 | Este: Cistierna     |
| Suroeste La Serna              | Sur: Modino     | Sureste: Mercadillo |

## Demografía
Evolución de la población
| Gráfica de evolución demográfica de San Pedro de Foncollada entre 2000 y 2017 |
|                                                                               |
| Población de derecho (2000-2017) según el padrón municipal del INE            |